# 1365
1365 (MCCCLXV) fue un año común comenzado en miércoles del calendario juliano, en vigor en aquella fecha.

## Acontecimientos
- 13 de abril - Rodolfo IV de Austria, funda la ciudad de Novo mesto ( alemán: Rudolfswert) en la Baja Carniola.

## Nacimientos
- 5 de abril - Guillermo IV de Baviera, duque de Baja Baviera.
- 20 de diciembre - Luis VII, duque de Baviera.

## Fallecimientos
- 27 de julio - Duque Rodolfo IV de Austria.
- Martín Gil de Alburquerque, señor de Alburquerque y de Meneses e hijo de Juan Alfonso de Alburquerque.